# François-Hubert Drouais
Francois-Hubert Drouais (París, 14 de desembre de 1727 – París, 21 d'octubre de 1775) fou un pintor francès especialista en retrats. Successor de Nattier com a cap pintor de retrats a la cort de Louis XV. Va retratar les personalitats més importants de la seva època, incloent el Rei i les seves dues amants més famoses, Madame de Pompadour i Madame du Barry, així com artistes i personatges de les classes professionals. Nascut a París, fill del pintor Hubert Drouais (1699 - 1767), famós pels seus retrats en miniatura, Drouais va estudiar amb el seu pare i amb altres reconeguts pintors com Carle van Loo, Natoire i Boucher. Va entrar a l'Acadèmia el 1758, i va mostrar la seva obra amb regularitat al Salons des del 1755 fins a la seva mort. És reconegut pel seu gust per representar aristòcrates disfraçats amb vestits rústics, una moda de l'època, i per les seves obres de nens, sovint al mig d'un paisatge. Pare de Jean-Germain Drouais

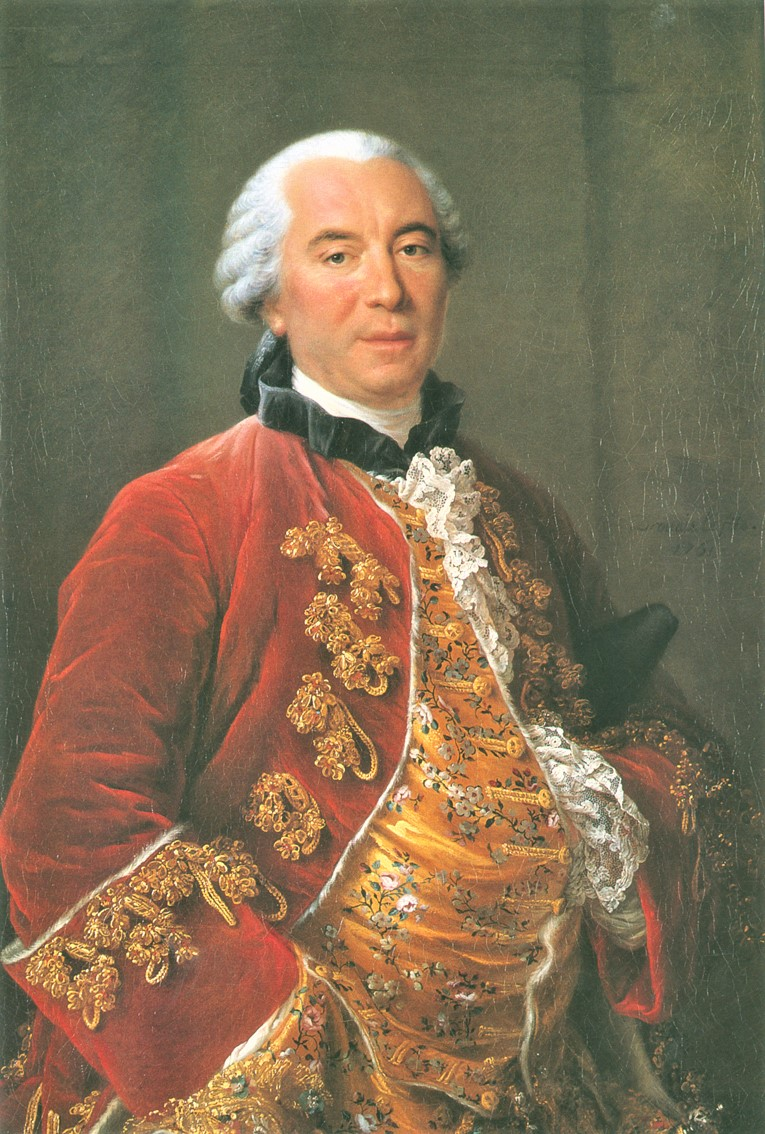
Retrat de Buffon (1707-1788)

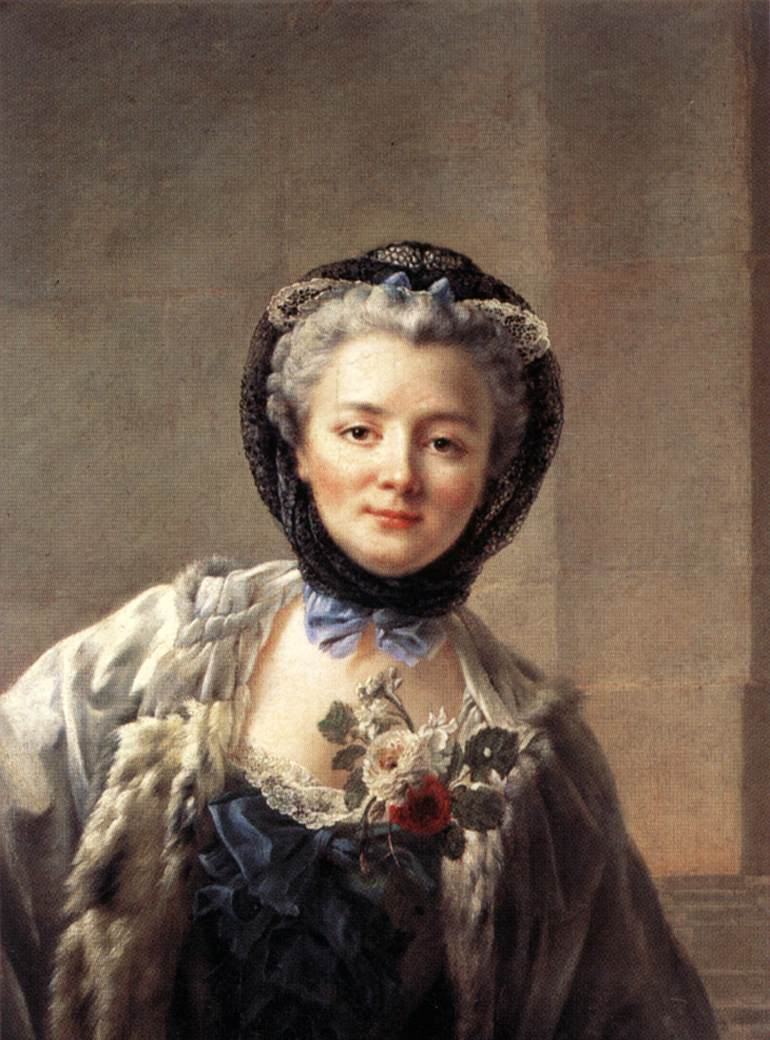
François-Hubert Drouais – Madame Drouais (1758). Museu del Louvre, París.